# 8 Days of Christmas
8 Days of Christmas es el cuarto álbum de estudio y primer y único álbum navideño del grupo femenino estadounidense de R&B contemporáneo Destiny's Child, lanzado el 30 de octubre de 2001 por Columbia Records.

## Antecedentes
El álbum contiene doce temas que incluyen canciones navideñas tradicionales y tres canciones originales. La mayoría de ellas están reorganizadas con ritmos más rápidos en un estilo R&B contemporáneo. El álbum se grabó en el verano de 2001 en los Estados Unidos, pero Kelly Rowland declaró durante el estreno del video de "8 Days of Christmas" en 106 & Park de BET en el otoño de 2001 que partes del álbum también se grabaron en Japón durante la gira promocional de Destiny's Child en el extranjero. En la misma entrevista, Beyoncé reveló: "En realidad escribimos la canción hace dos años cuando fuimos al estudio a hacer algo navideño. Eso fue lo que inició la idea de hacer un álbum navideño". La canción "8 Days of Christmas" apareció por primera vez en la reedición de doble disco de The Writing's on the Wall en noviembre de 2000.

## Crítica
8 Days of Christmas recibió críticas generalmente mixtas a positivas de los críticos. Stephen Thomas Erlewine de AllMusic, le dio al álbum 2.5 de 5 estrellas. En su reseña, sintió que no ofrecía nada diferente de cualquier otro álbum navideño y que tenía la misma fórmula que todos los demás álbumes navideños, lo que lo hacía muy predecible. Chris Willman de Entertainment Weekly le dio al álbum una B+. Sintió que el álbum tuvo un comienzo difícil, afirmando que las letras de las canciones como, "un par de gafas de sol Chloe y un anillo de diamantes en el ombligo" eran demasiado materialistas, dejando un mal sabor de boca, sin embargo, afirmó que las originales como "Winter Christmas", y "This Christmas" ayudaron al álbum a recuperarse rápidamente. People le dio al álbum una crítica mixta, afirmando que algunas canciones del álbum se quedaban cortas, pero a pesar de eso, hubo algunos regalos en el álbum, como "Carol of the Bells". Llegaron a la conclusión de que, si bien era bueno, no estaba destinado al éxito. Alexa Camp de Slant Magazine le dio al álbum 2,5 de 5 estrellas. Dijo que el álbum sonaba como un "Survivor II: Winter Ghetto-chic", y que el álbum no le hacía justicia a las canciones originales.

## Rendimiento comercial
8 Days of Christmas hizo su debut en el Billboard 200 en el puesto número 59. En la edición del chart del 22 de diciembre de 2001, alcanzó su punto máximo en el puesto número 34. El 3 de diciembre de 2001, el álbum fue certificado Platino en 2020 por la  Asociación de la Industria Discográfica de Estados Unidos (RIAA) que denota envíos de 1.000.000 de copias.

## Lista de canciones
Créditos adaptados de las notas del álbum

| 8 Days of Christmas – Edición estándar |                                           |               |          |  |
| N.º                                    | Título                                    | Productor(es) | Duración |  |
| 1.                                     | «8 Days of Christmas»                     | B. Knowles    | 3:31     |  |
| 2.                                     | «Winter Paradise»                         | B. Knowles    | 3:36     |  |
| 3.                                     | «A "DC" Christmas Medley»                 | B. Knowles    | 3:59     |  |
| 4.                                     | «Silent Night» (Beyoncé)                  | B. Knowles    | 3:41     |  |
| 5.                                     | «Little Drummer Boy» (con Solange)        | B. Knowles    | 3:36     |  |
| 6.                                     | «Do You Hear What I Hear» (Kelly Rowland) | Wirlie Morris | 3:47     |  |
| 7.                                     | «White Christmas»                         | B. Knowles    | 1:42     |  |
| 8.                                     | «Platinum Bells»                          | B. Knowles    | 1:26     |  |
| 9.                                     | «O' Holy Night» (Michelle Williams)       | E. Williams   | 4:24     |  |
| 10.                                    | «Spread a Little Love on Christmas Day»   | B. Knowles    | 3:41     |  |
| 11.                                    | «This Christmas»                          | B. Knowles    | 3:38     |  |
| 12.                                    | «Opera of the Bells»                      | B. Knowles    | 4:34     |  |
| 41:00                                  |                                           |               |          |  |

| 8 Days of Christmas – Bonus track internacional |                                                  |               |          |  |
| N.º                                             | Título                                           | Productor(es) | Duración |  |
| 13.                                             | «The Proud Family» (Solange con Destiny's Child) | B. Knowles    | 2:17     |  |

| 8 Days of Christmas – Edición de Japón y Wal-Mart |                         |               |          |  |
| N.º                                               | Título                  | Productor(es) | Duración |  |
| 14.                                               | «Emotion» (con strings) | B. Knowles    | 4:23     |  |

| 8 Days of Christmas – Reedición 2005 y edición digital |                                           |               |          |  |
| N.º                                                    | Título                                    | Productor(es) | Duración |  |
| 1.                                                     | «Home for the Holidays»                   | B. Knowles    | 3:10     |  |
| 2.                                                     | «Rudolph the Red-Nosed Reindeer»          | B. Knowles    | 2:34     |  |
| 3.                                                     | «8 Days of Christmas»                     | B. Knowles    | 3:31     |  |
| 4.                                                     | «Winter Paradise»                         | B. Knowles    | 3:36     |  |
| 5.                                                     | «A "DC" Christmas Medley»                 | B. Knowles    | 3:59     |  |
| 6.                                                     | «Silent Night» (Beyoncé)                  | B. Knowles    | 3:41     |  |
| 7.                                                     | «Little Drummer Boy» (Solange)            | B. Knowles    | 3:36     |  |
| 8.                                                     | «Do You Hear What I Hear» (Kelly Rowland) | Morris        | 3:47     |  |
| 9.                                                     | «White Christmas»                         | B. Knowles    | 1:42     |  |
| 10.                                                    | «Platinum Bells»                          | B. Knowles    | 1:26     |  |
| 11.                                                    | «O' Holy Night» (Michelle Williams)       | E. Williams   | 4:24     |  |
| 12.                                                    | «Spread a Little Love on Christmas Day»   | B. Knowles    | 3:41     |  |
| 13.                                                    | «This Christmas»                          | B. Knowles    | 3:38     |  |
| 14.                                                    | «Opera of the Bells»                      | B. Knowles    | 4:34     |  |

Notas
- Las notas del álbum dan crédito a "Silent Night" y "Opera of the Bells" como escritas por Beyoncé Knowles.
- Las notas del álbum dan crédito a "O' Holy Night" como escrita por Michelle Williams, Erron Williams y Kim Burse.

Créditos de samples
- "8 Days of Christmas" contiene la letra reinterpretada del villancico tradicional "The Twelve Days of Christmas"[12] y un elemento reproducido de "Jingle Bells" escrito por James Pierpont[13]
- "Winter Paradise" contiene elementos reproducidos de "Father Figure", escrita e interpretada por George Michael.
- "A 'DC' Christmas Medley" incorpora letras de "Santa Claus Is Coming to Town", "Jingle Bells", "Frosty the Snowman", "Have a Holly Jolly Christmas", "Deck the Halls" y "Here Comes Santa Claus".
- "Little Drummer Boy" interpretada originalmente por The Harry Simeone Chorale y basada en "Carol of the Drum" interpretada por The Trapp Family Singers[14]
- "Do You Hear What I Hear?" interpretada originalmente por The Harry Simeone Chorale[15]
- "White Christmas" originalmente interpretada por Bing Crosby[16]
- "Platinum Bells" es una semi-nueva versión de "Silver Bells" interpretada originalmente por Bing Crosby y Carol Richards[17]
- "This Christmas" interpretada originalmente por Donny Hathaway[18]
- "Opera of the Bells" es una nueva versión de "Carol of the Bells", originalmente del compositor ucraniano Mykola Leontovych, con letra de Peter J. Wilhousky.

## Personal
- Destiny's Child - voces interpretadas por (pistas 1–3, 5, 7–8, 10–12)
- Asif Ali - ingeniero de grabación (pista 5)
- Pablo Arraya - ingeniero de grabación (pista 6)
- Beyoncé - miembro del grupo (pistas 1–5, 7–8, 10–12), arreglo musical (4), voces (interpretadas por) (4)
- Derrick Coleman - coros adicionales (cantados por) (pista 9)
- Dylan Dresdow - ingeniero de grabación (pista 9)
- Alan Floyd - arreglo musical (pista 6)
- David Guerrero - asistente de mezcla de audio (pistas 1, 4–10, 12)
- Jaime Guidewicz - asistente de ingeniero de grabación (pista 6)
- James Hoover - ingeniero de grabación (pistas 2–3)
- Solange Knowles - voz invitada (interpretada por) (pista 5)
- Tony Maserati - mezcla de audio (pistas 2–3, 11)
- Errol "Poppi" McCalla - programación musical
- Bill Meyers - arreglos de cuerdas, director de cuerdas
- Michael Morales - guitarra acústica (pista 4)
- Ramon Morales - ingeniero de grabación (pistas 11–12)
- Tom Morris - ingeniero de grabación (pistas 7–8)
- John Naslen - ingeniero de grabación (pista 1)
- Flip Osman - asistente de mezcla de audio (pistas 2–3, 11)
- Dave "Hard Drive" Pensado - mezcla de audio (pistas 1, 4–10, 12)
- Marius Perron - ingeniero de grabación (pista 4)
- Juan Ramirez - ingeniero de grabación asistente (pista 5)
- Sharay Reed - bajo (pista 9)
- Byron Rickerson - ingeniero de grabación (pista 9)
- Frank Romano - guitarra (pista 3)
- Kelly Rowland - miembro del grupo (pistas 1-3, 5-8, 10-12), voz (6)
- Motonori Sasaki - ingeniero de grabación asistente (pista 11)
- Stephen Stephanie - ingeniero de grabación asistente (pista 1)
- Larry Strum - ingeniero de grabación (pista 9)
- Brian Summer - ingeniero de grabación asistente (pista 9)
- David Swope - ingeniero de grabación (pista 6)
- Tucker Allen - ingeniero de grabación (pista 9)
- Kevin Turner - guitarra acústica (pista 9)
- Robert Valdez - ingeniero de grabación asistente (pistas 7-8)
- Michelle Williams - miembro del grupo (pistas 1–3, 5, 7–12), voz principal (9)

## Posicionamiento en listas

### Listas semanales
| Listas (2001–2002)                             | Máxima posición |
| ---------------------------------------------- | --------------- |
| Alemania (Offizielle Top 100)                  | 80              |
| Australia (ARIA)                               | 65              |
| Australia Urban Albums (ARIA)                  | 10              |
| Austria (Ö3 Austria)                           | 60              |
| Canadá Canadian Albums (Nielsen SoundScan)     | 34              |
| Canadá Canadian R&B Albums (Nielsen SoundScan) | 6               |
| Estados Unidos (Billboard 200)                 | 34              |
| Estados Unidos (Top R&B/Hip-Hop Albums)        | 27              |
| Estados Unidos US Holiday Albums (Billboard)   | 3               |
| Francia (SNEP)                                 | 134             |
| Japón (Oricon)                                 | 20              |
| Países Bajos (Album Top 100)                   | 24              |
| Reino Unido (OCC)                              | 117             |
| Reino Unido (UK R&B Albums)                    | 19              |

### Listas de fin de año
| Lista (2002)                                   | Posición |
| ---------------------------------------------- | -------- |
| Canadá Canadian R&B Albums (Nielsen SoundScan) | 158      |

## Historial de Lanzamientos
| Región         | Fecha                   | Formatos |
| -------------- | ----------------------- | -------- |
| Estados Unidos | 30 de octubre de 2001   | CD       |
| Australia      | 11 de noviembre de 2001 | CD       |
| Europa         | 12 de noviembre de 2001 | CD       |
| Estados Unidos | 18 de octubre de 2005   | DualDisc |